# Ordre de bataille des troupes italiennes à la bataille de Keren
La défense italienne lors de la bataille de Keren est placée sous le commandement du général Nicolangelo Carnimeo. Le commandement de l'artillerie est assurée par le colonel Renato Lamborghini et celui du génie par le colonel Amedeo Gabrielli. Les troupes italiennes reçoivent des renforts successifs durant la bataille. Au début, seule une brigade coloniale (la XIe) ainsi que le 11e régiment de Grenadiers de Savoie et des unités auxiliaires sont engagés. Durant les deux mois suivants, un total de neuf brigades coloniales participeront au combat contre les Franco-Britanniques.

## Irephase: seconde partie (du 7 au 13 février 1941)
en plus des troupes précédentes

## IIephase (du 14 février au 14 mars 1941)
en plus des troupes précédentes

## IIIephase (du 15 au 27 mars 1941)
en plus des troupes précédentes